# Франгокастело
Франгокастело (на гръцки: Φραγκοκάστελλο) е венецианска крепост и едноименно село в южната част на остров Крит, Гърция. Намира се на брега на Либийско море и влиза в състава на дем Сфакия.

## История
Районът около Франгокастело е населяван още от бронзовата епоха. Тук имало селища от минойската цивилизация датиращи около 1800 – 1450 г. пр.н.е., но впоследствие местните жители ги изоставят и се преселват към вътрешността на острова и към по-труднодостъпни места в планините заради честите набези на сарацините.
Замъкът Франгокастело е построен от венецианците през 1371 – 1374 г. за защита от пиратите. Наречен е от тях Замък на Св. Никита по името на близката църква, чиито руини и днес стоят на това място. Но сред местните жители, които не приемат това название, се налага името Франгокастело – в превод „замъкът на франките (чужденците)“. В началото строителството върви бавно, защото критяните начело с шестимата братя Пацос от съседното село Пацианос всяка нощ разрушават това, което венецианците изграждат през деня. И това продължава до момента, в който братята са заловени и обесени.
Крепостта е с правоъгълна форма с четири кули и е най-добре запазената на територията на Крит. Над главната порта е изобразен лъв. Съхранен е също венецианският герб на родовете Куирини (Quirini) и Долфин (Dolfin).
Докато Крит е владян от венецианците Франгокастело почти не се използва и тук дори не се разполага военен гарнизон. Едва по-късно след завладяването през XVII в. на острова от османците заради честите метежи в района новите завоеватели започват активното му използване като тогава именно и са построени зъбчатите стени с бойниците. През 1770 г. във Франгокастело се предават на турците Даскалоянис и още 70 въстаници, за да спрат по-нататъшното кръвопролитие след жестоко смазаното критско въстание – Даскалоянис е подложен на зверски мъчения, след което е откаран в Ираклио, където е одран жив и обесен.
По-късно на 17 май 1828 г. хаджи Михалис Далианис вдига следващото въстание и се установява във Франгокастело заедно с хората си. Заедно с 338 свои бойци той е предателски убит тук и Мустафа паша нарежда крепостта да бъде разрушена, за да не може повече да бъде използвана от въстаниците.

## Загадъчните дросулитес
Край Франгокастело се наблюдава едно интересно и загадъчно явление около месец май. Всяка година на зазоряване се виждат черни сенки на критски войници върху околните планини. Те вървят пеша или на коне с оръжие в ръка и се движат от църквата Св. Харалампи към крепостта Франгокастело. Този феномен се наблюдава при спокойно море и висока атмосферна влажност и продължава около 10 минути. Сенките се забелязват от долината на разстояние около 1000 метра и при приближаване към тях изчезват. Този феномен е наречен друсолитес (на гръцки език Δροσουλίτες от думата роса Δροσιά) и вероятно се дължи на определени метеорологични условия. Според едно от мненията е възможно причината за него да е пречупването на слънчевата светлина през капчиците роса и при нейното изпаряване да се образува характерна мъгла с различими в нея образи. През 1890 г. турската войска даже бяга виждайки тези сенки, а по време на Втората световна война немски патрул открива огън по тях. Времето, когато се наблюдава това оптично явление, съвпада с времето на битката между въстаниците на Михалис Далианис и турците.